# Disputa de Barcelona

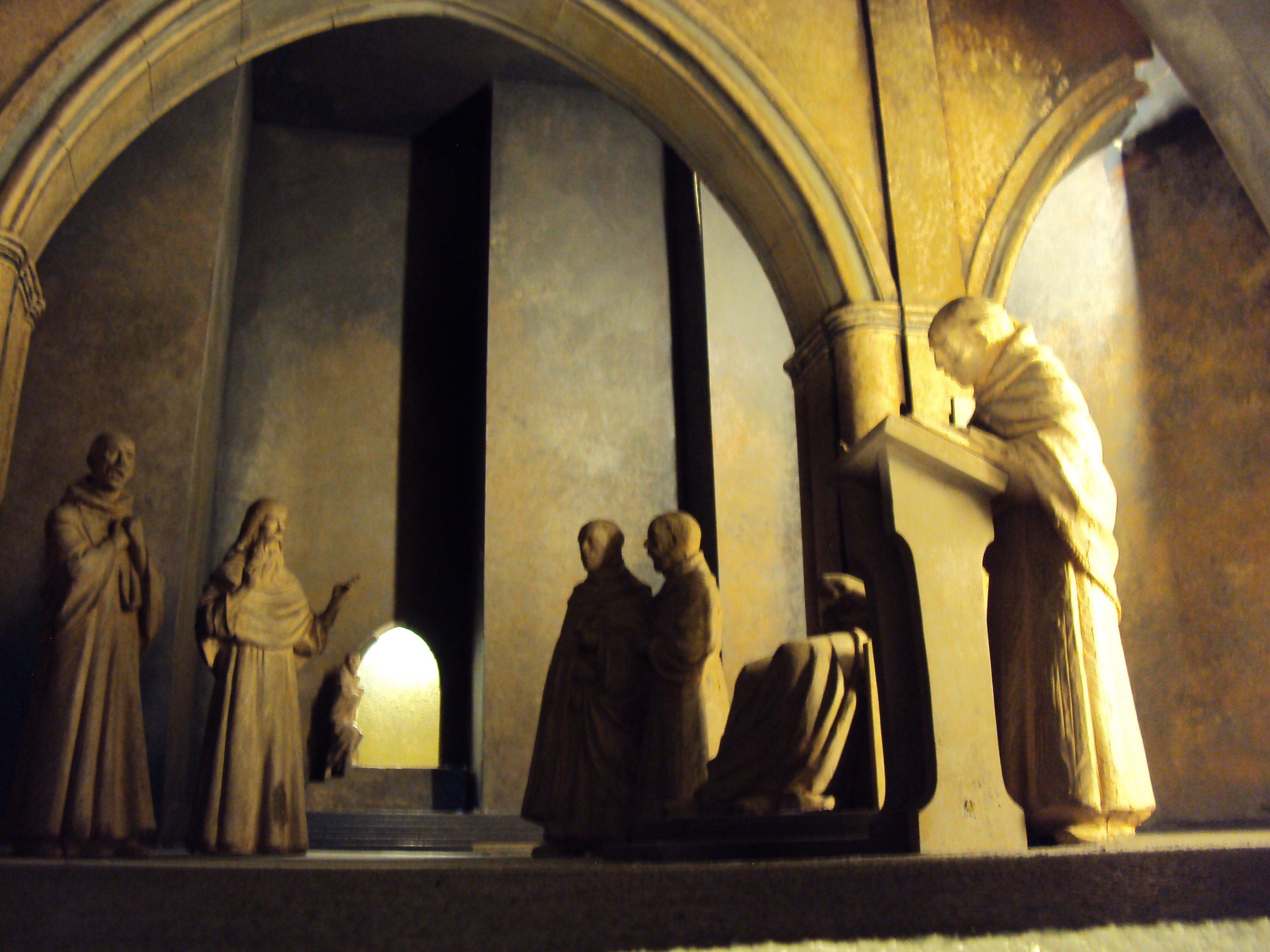
Representação da Disputa de Barcelona em exposição no Museu Nahum Goldmann da Diáspora Judaica, em Jerusalém.

A Disputa de Barcelona, ocorrida entre 20 a 24 de julho de 1263 d.C foi uma disputa inter-religiosa medieval ordenada formal entre representantes do cristianismo e do judaísmo sobre a questão do caráter messiânico de Jesus Cristo. A disputa foi realizada no palácio real de Jaime I de Aragão, na presença do monarca, da sua corte e de muitos dignitários eclesiásticos e cavaleiros proeminentes. O debate ocorreu entre o frade dominicano Pablo Christiani, um judeu convertido ao cristianismo, e Nachmanides, um importante rabino e acadêmico judeu.
Durante a Idade Média, ocorreram inúmeras disputas formais entre cristãos e judeus.  Diversas disputas foram seguidas de queimas do Talmud, queima de judeus na fogueira e a pogroms antijudaicos. Em Barcelona, judeus e cristãos tinham uma excepcional liberdade para apresentar seus argumentos, o que não era comum na época em outros lugares.

## Abertura da disputa
A disputa ordenada foi organizada por Raimundo de Penaforte, superior de Christiani na ordem monástica e confessor de Jaime I. Christiani estava pregando para os judeus de Provença à época e garantiu ao rei que poderia provar a veracidade do cristianismo com base no Talmud e em outros escritos rabínicos. Nachmanides acatou a ordem do rei, mas solicitou que deveria ser concedida total liberdade de expressão.
A disputa ocorreu em frente à corte real do rei Jaime I de Aragão, que garantiu liberdade de expressão ao porta-voz judeu. Isso levou a um confronto genuíno entre o cristianismo e o judaísmo, no qual as verdadeiras diferenças fundamentais entre as duas religiões puderam ser reveladas. A disputa ocorreu com o apoio das autoridades eclesiásticas e membros das ordens dominicana e franciscana e o rei Jaime presidiu algumas das sessões e assumiu um papel ativo no debate.

## Procedimento
O debate girou em torno das seguintes questões: 
1. se o Messias havia aparecido ou não na história;
2. se, de acordo com as Escrituras, o Messias é um ser divino ou humano;
3. se eram os judeus ou os cristãos que tinham a fé verdadeira.

### A vinda do Messias
Com base em várias passagens agádisticas, Christiani argumentou que os sábios farisaicos acreditavam que o Messias havia vivido durante o período talmúdico e que, portanto, eles deviam acreditar que o Messias era Jesus.
Nachmanides rebateu que as interpretações das passagens talmúdicas apresentadas por de Christiani eram distorções, pois os rabinos não acreditavam que Jesus era o Messias:
Ele [Frei Christiani] quer dizer que os sábios do Talmude acreditavam em Jesus como o messias e que acreditavam que ele é humano e divino, assim como afirmam os cristãos? No entanto, é bem sabido que o incidente de Jesus ocorreu durante o período do Segundo Templo. Ele nasceu e foi morto antes da destruição do Templo, enquanto os sábios do Talmude, como Aquiba e seus associados, viveram após essa destruição. Aqueles que compilaram a Mishná viveram muitos anos após a destruição. Mais ainda, Rav Ashi, que compilou o Talmude, viveu cerca de quatrocentos anos após a destruição. Se esses sábios acreditavam que Jesus era o messias e que sua fé e religião eram verdadeiras, e se escreveram essas coisas das quais Frei Paulo pretende provar isso, então como eles permaneceram na fé judaica e em suas práticas anteriores? Pois eles eram judeus, permaneceram na fé judaica durante toda a vida e morreram judeus - eles e seus filhos e seus alunos que ouviram seus ensinamentos. Por que eles não se converteram e se voltaram para a fé de Jesus, como Frei Paulo fez? Ele entendeu pelas palavras deles que a fé dos cristãos é a verdadeira fé - que o céu nos livre - e ele se converteu como resultado. Mas eles e seus alunos que aprenderam a Torá com eles permaneceram e morreram judeus, como somos até hoje... Se esses sábios acreditavam em Jesus e em sua fé, como é que não fizeram como Frei Paulo, que entende melhor os ensinamentos deles do que eles mesmos?"
Nachmanides apontou que as promessas proféticas da Era Messiânica, como um período de paz e justiça universais, ainda não se concretizaram. Ele também argumentou que, apesar do surgimento de Jesus, o mundo continuava repleto de violência e injustiça, e que, entre todas as religiões, os cristãos eram os mais belicosos. Nachmanides afirmou que as questões relacionadas ao Messias têm menos importância doutrinária para os judeus do que muitos cristãos imaginam. Para ele, é mais meritório para os judeus observarem os preceitos da Torá sob um governante cristão, enquanto estiverem no exílio e sofrendo humilhações e abusos, do que sob o governo do Messias, quando todos seriam compelidos a agir de acordo com a Lei.

### A divindade do Messias
Nachmanides, baseando-se em várias fontes bíblicas e talmúdicas, afirmou que a crença tradicional judaica, conforme interpretada pelos rabinos, contradizia os ensinamentos de Christiani. Ele demonstrou que os profetas bíblicos concebiam o futuro Messias como um ser humano, uma pessoa comum, sem atributos divinos:
[...] parece muito estranho que [...] o Criador do Céu e da Terra tenha recorrido ao ventre de uma certa senhora judia, crescido lá por nove meses e nascido como um bebê, e depois tenha crescido e sido traído nas mãos de seus inimigos que o condenaram à morte e o executaram, e que depois [...] ele voltou à vida e retornou ao seu lugar original. A mente de um judeu, ou de qualquer outra pessoa, simplesmente não pode tolerar essas afirmações. Se você ouviu durante toda a sua vida os sacerdotes que encheram seu cérebro e a medula de seus ossos com essa doutrina, e ela se instalou em você por causa desse hábito. [Eu diria que se você estivesse ouvindo essas ideias pela primeira vez, agora, como um adulto, nunca as teria aceitado.
No relatório escrito por Nachmanides, o rabino relata a interpretação judaica do capitulo 53 do Livro de Isaias:
 Frei Paulo [Christiani] afirmou: "Eis que a passagem em Isaías, capítulo 53, fala da morte do messias e de como ele deveria cair nas mãos de seus inimigos e como ele foi colocado ao lado dos ímpios, como aconteceu com Jesus. Você acredita que essa seção fala do Messias?

Eu disse a ele: "Em termos do verdadeiro significado desta seção, ela fala apenas do povo de Israel, que os profetas chamam regularmente de 'Israel, Meu servo' ou 'Jacó, Meu servo'.

### Conclusão
Os judeus de Barcelona, preocupados com possíveis retaliações dos dominicanos, pediram a Nachmanides que interrompesse o debate; no entanto, o rei, que estava ciente das preocupações dos judeus graças a Nachmanides, insistiu que ele continuasse. Ao término do debate, Jaime I concedeu a Nachmanides um prêmio de 300 moedas de ouro e elogiou sua defesa da causa judaica, afirmando que que "nunca viu uma causa injusta ser defendida de modo tão nobre. No sábado após o debate, o rei surpreendeu ao comparecer à Sinagoga Major de Barcelona, uma das mais antigas da Europa, e dirigiu palavras aos judeus ali reunidos, em um evento sem precedentes na Idade Média.

## Consequências
Após os dominicanos reivindicarem a vitória, Nachmanides decidiu publicar uma transcrição detalhada de todos os procedimentos do debate, incluindo alguns diálogos privados entre ele e o rei. Como resultado dessa publicação e diante da pressão dos dominicanos, Jaime I obrigou Nachmanides a deixar Aragão e proibiu seu retorno. Em 1267, Nachmanides estabeleceu-se na Palestina, onde fundou a Sinagoga Ramban na Cidade Antiga de Jerusalém, a segunda mais antiga ainda em funcionamento na cidade.
Em agosto de 1263, Jaime I ordenou a remoção de passagens consideradas ofensivas do Talmud. O comitê designado para realizar a censura era composto pelo bispo de Barcelona Arnau de Gurb, Raymond de Penyafort e os dominicanos Arnoldo de Legarra, Pedro de Janua e Ramón Martí.

## Na cultura popular
A disputa serviu de inspiração para o livro de Hyam Maccoby, "The Disputation". Esse livro foi transformado em uma série de televisão do Channel 4 em 1986, estrelada por Christopher Lee, Bob Peck e Alan Dobie.